# Robert Louis Hodapp
Robert Louis Hodapp SJ (* 1. Oktober 1910 in Mankato, Minnesota; † 26. Oktober  1989) war ein US-amerikanischer Ordensgeistlicher und römisch-katholischer Bischof von Belize.

## Leben
Robert Louis Hodapp trat der Ordensgemeinschaft der Jesuiten bei und empfing am 18. Juni 1941 das Sakrament der Priesterweihe.
Am 2. März 1958 ernannte ihn Papst Pius XII. zum Bischof von Belize. Der Erzbischof von Port of Spain, Patrick Finbar Ryan OP, spendete ihm am 26. Juni desselben Jahres die Bischofsweihe; Mitkonsekratoren waren der Bischof von Winona, Edward Aloysius Fitzgerald, und der Bischof von Kingston, John Joseph McEleney SJ.
Am 11. November 1983 trat Robert Louis Hodapp als Bischof von Belize zurück.